# Mobiles Emissionsmessgerät

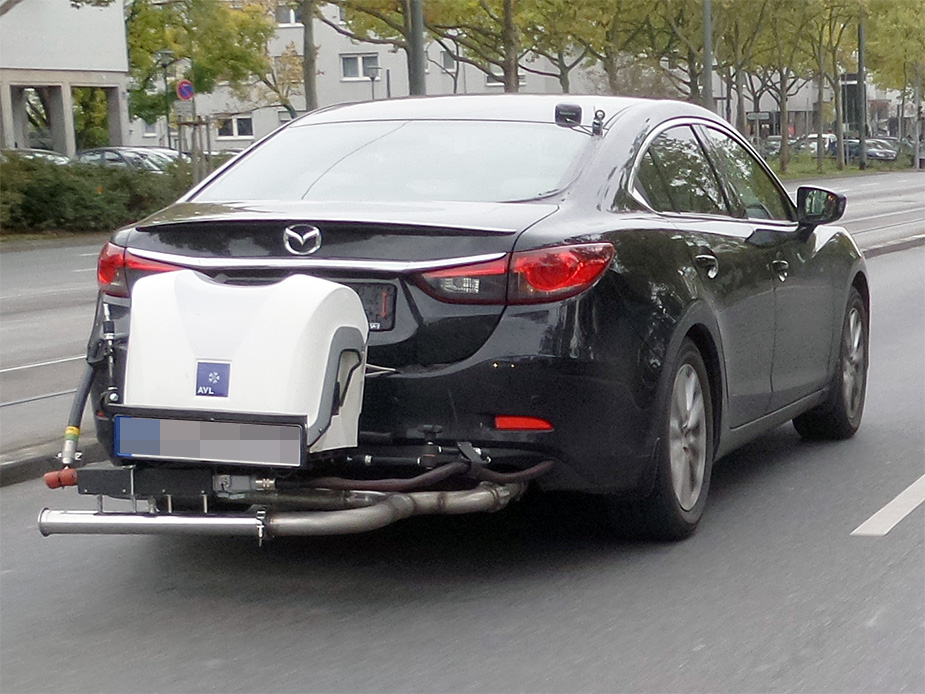
PKW mit mobilem Emissionsmessgerät von AVL

Ein mobiles Emissionsmessgerät (engl.: Portable emissions measurement system, PEMS) ist ein mobiles Gerät, das die Abgasemissionen von Kraftfahrzeugen während einer realen Straßenfahrt analysieren kann. In der Europäischen Union werden PEMS-Geräte zur Durchführung des RDE-Verfahrens bei der Typprüfung verwendet.
Als Reaktion auf den Abgasskandal hat das deutsche Kraftfahrt-Bundesamt im Herbst 2016 zwei PEMS-Geräte angeschafft.